# Krisztina Baranyi
Krisztina Baranyi (maďarsky Baranyi Krisztina; * 1967, Salgótarján) je maďarská levicová politička a od 14. října 2019 starostka budapešťského IX. obvodu Ferencváros.

## Biografie
Narodila se roku 1967 ve městě Salgótarján v tehdejší Maďarské lidové republice. Studovala na Univerzitě v Pětikostelí.

### Politická kariéra
Od komunálních voleb roku 2014 působila v zastupitelstvu budapešťského IX. obvodu Ferencváros za již zaniklou stranu Společně 2014 (Együtt 2014). V parlamentních volbách v roce 2018 kandidovala na 8. místě celostátní kandidátní listiny za Společně 2014, ale poslankyní zvolena nebyla. V komunálních volbách v roce 2019 byla s podporou Momentum–DK–MSZP–Párbeszéd–LMP zvolena starostkou obvodu. V komunálních volbách roku 2024 tento post obhajuje a zároveň je lídryní kandidátní listiny Stranu maďarského dvouocasého psa (MKKP) do zastupitelstva celého hlavního města Budapešti.

## Kontroverze
Dne 3. prosince 2020 vedlo zastupitelstvo IX. obvodu pod vedením Krisztiny Baranyi několika hodinovou online diskusi o prodeji pozemků v majetku městské části v ulici Vágóhíd (Vágóhíd utca). Zastupitelé se však postavili proti prodeji pozemků, což starostka považovala za nepochopitelné a napadla své odpůrce s tím, že oni se raději vzdají nových příjmů městské části, jen aby kupec, o kterém se předpokládá, že je židovského původu, neuspěl. V rámci diskuze z úst Krisztiny Baranyi mimo jiné zaznělo: „Nuže, tak se teď rozhodněme. Pozemek neprodáme, ani z něj nemáme žádný příjem, jen aby ten zatracený, špinavý, židovský investor nemohl postavit více než 1200 metrů čtverečních. Že jo?“ Což vyvolalo veřejné pobouření. Židovská nadace Tett és Védelem Alapítvány v reakci na to uvedla: „Považujeme za problematické, že si veřejně činná osoba ve veřejné debatě dovoluje takové bezmyšlenkovité přednesy bez ohledu na svou politickou příslušnost a motivaci.“

## Ocenění
- Magyar Toleranciadíj (2020)
- Magyar Esélyegyenlőségi Díj (2023)